# Per Gudmund Lindencrona
Per Gudmund Lindencrona, tidigare Lindeblad, född 20 maj 1707 i Stockholm, död 2 april 1755 i Munka-Ljungby församling, var en svensk ämbetsman.

## Biografi
Per Gudmund Lindencrona föddes 1707 i Stockholm. Han var son till militären Gudmund Lindencrona och Beata Christina Ehrencrona. Lindencrona blev 1726 auskultant i Göta hovrätt och blev 13 december 1737 häradshövding i Ingelstads, Herrestads, Järrestads och Ljunits häraders domsaga. Han blev 14 oktober 1745 kammarherre och 7 juni 1753 assessor i Göta hovrätt. Lindencrona avled 1755 på Skillinge i Munka-Ljungby socken och begravdes 11 april samma år i Munka-Ljungby kyrka.

### Familj
Lindencrona gifte sig första gången 4 oktober 1737 i Växjö med Fredrika Ehrenlund (1720–1742), dotter till biskopen David Lund och Christina Gezelia. De fick tillsammans barnen landshövdingen Erik Gustaf Lindencrona (1738–1809) i Västernorrlands län, Gudmund Adolf Lindencrona (1739–1739), översten Christian Fredrik Lindencrona (1740–1813) och underofficeren Carl Lindencrona (1742–1762) vid artilleriet.
Lindencrona gifte sig andra gången 9 december 1745 på Skillinge med friherrinnan Anna Christina von Hylteen (1720–1780), dotter till landshövdingen Samuel von Hylteen och Helena Maria König. De fick tillsammans barnen stabskaptenen Samuel Lindencrona (1747–1788) vid Kronobergs regemente, majoren Adolf Ludvig Lindencrona (1748–1832), Helena Beata Lindencrona (1750–1755), Fredrika Amalia Lindencrona (1751–1757), Eva Eleonora Lindencrona (1753–1830) som var gift med kaptenen Abraham Gustaf Falkengréen och Christina Ulrika Lindencrona (1754–1827).